# Aurelia (inslagkrater)
Aurelia is een inslagkrater op Venus. Aurelia werd in 1991 genoemd naar Aurelia Cotta, de moeder van Julius Caesar.
De krater heeft een diameter van 31,9 kilometer en bevindt zich in het quadrangle Sif Mons (V-31). Het radarbeeld van de ruimtesonde Magellan toont een complexe krater met een diameter van 31,9 kilometer met een cirkelvormige rand, terrasvormige wanden en centrale pieken. Op deze afbeelding zijn verschillende ongebruikelijke kenmerken te zien: een groot donker oppervlak dat zich uitstrekt vanaf de krater, gelobde stromen afkomstig van kraterejecta en zeer radarheldere ejecta en kratervloer.